# José Luis López Panizo
José Luis López Panizo (Sestao, 6 de febrer de 1922 - Portugalete, 14 de febrer de 1990) va ser un futbolista basc que va jugar en l'Athletic Club, la SD Indautxu i la selecció espanyola durant els anys 1940 i 1950. Panizo va jugar primer a equips de barri, Puerto Nuevo i Arsenal, i posteriorment va ingressar en el Sestao SC en la temporada 1937-1938.
Va fer el seu debut en l'Athletic Club durant la temporada 1939-1940. Va ser membre de la plantilla de l'Athletic que va guanyar el doblet (lliga i copa) la temporada 1942-1943, i la copa tres anys consecutius entre 1943 i 1945. Va jugar 405 partits amb l'Athletic, d'aquests, 325 a la lliga, i va marcar 136 gols en lliga en 16 temporades. Va ser un dels cinc integrants de la «segona davantera històrica» de l'Athletic Club, juntament amb Zarra, Gaínza, Iriondo i Venancio.
Panizo va debutar amb la selecció espanyola el 1946 i hi va jugar 14 partits, en els quals va marcar 2 gols. Va ser membre de l'equip titular d'Espanya a la Copa del Món de 1950.
Va acabar la seva carrera esportiva a la SD Indautxu de segona divisió.

## Palmarès
- 1 lliga espanyola (Primera Divisió): 1942/43.
- 4 copes d'Espanya (Copa del Generalíssim): 1943, 1944, 1944/45, 1949/50 i 1955.
- 1 copa Eva Duarte: 1950.